# البایثین

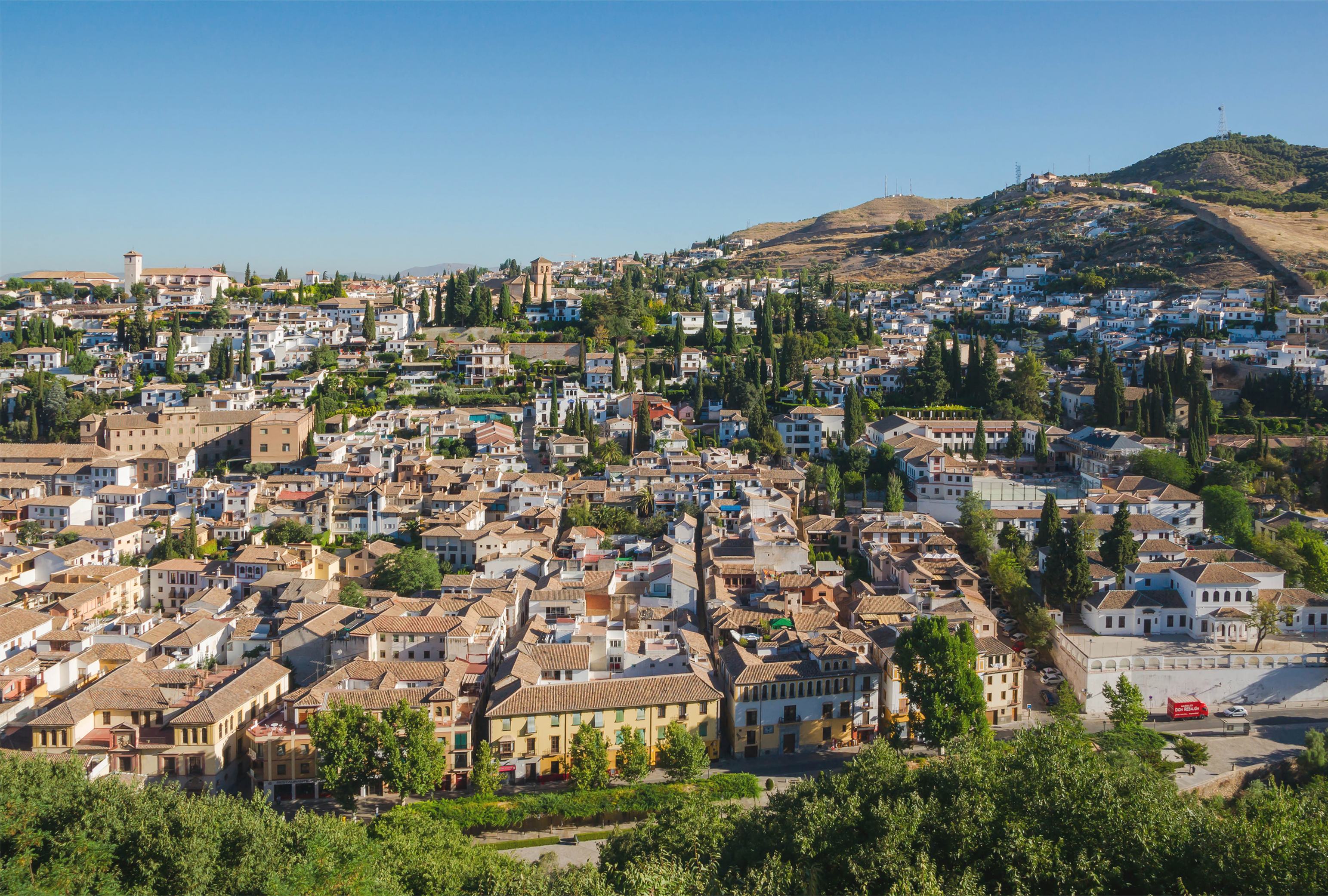
نگاره‌ای از محلهٔ البایثین در شهر گرانادا، اسپانیا.

البایثین یا البیازین (به اسپانیایی: Albaicín) یک محله در اسپانیا است که در استان گرانادا واقع شده‌است.